# Lovćenac

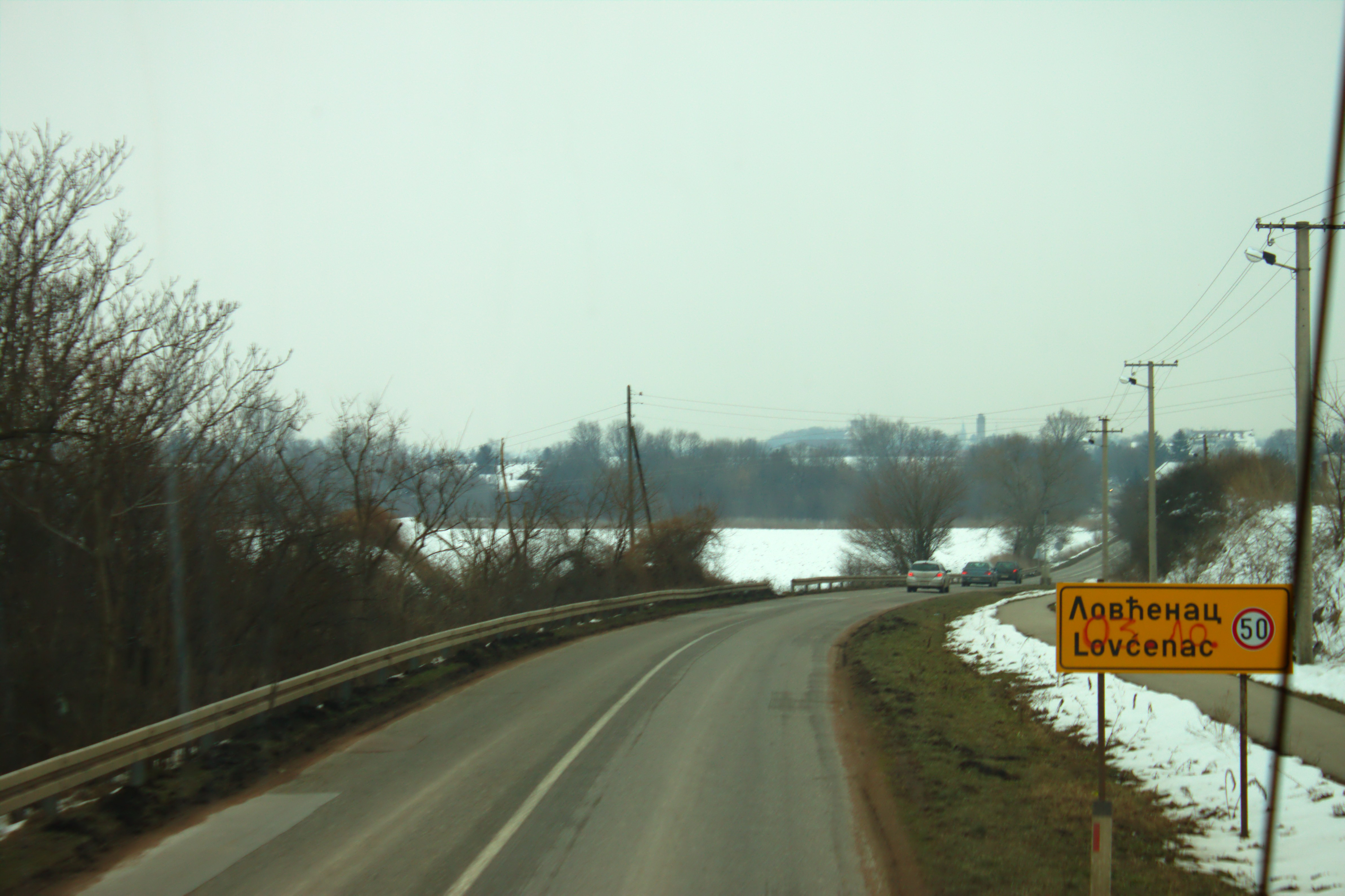
Příjezd do obce

Lovćenac (v srbské cyrilici Ловћенац; dříve Sekić/Секић, maďarsky Szeghegy) je vesnice, součást opštiny Mali Iđoš na severu srbské Vojvodiny.
Vesnice se nachází na staré silnici spojující Subotici a Novi Sad (přesněji Bačku Topolu a Srbobran). Lovćenac má rovněž i železniční spojení (trať Budapešť - Subotica - Novi Sad). Nachází se na řece Krivaji, která se vlévá do kanálu DTD.
Obec je poprvé zmíněna v roce 1476. Název Sekić je poprvé doložen pro tuto původně jihouherskou obec až k roku 1543. V roce 1652 je připomínán jako obec se srbským (rackým) obyvatelstvem. V 18. století se do Sekiće dosídlili němečtí kolonisté. Vznikla na místě, které bylo v minulosti souvisle osídleno; v roce 1901 zde byla odkryto staré avarské pohřebiště. Za Rakousko-Uherska byla obec administrativně součástí Csongrádské župy. V letech 1912 a 1948 byla do obce postupně zaváděna elektřina.
Dříve především Němci a Maďary obydlená obec byla v roce 1945 po skončení druhé světové války vysídlena. Do té doby v ní žilo okolo šesti tisíc lidí. V roce 1944 bylo některé německé obyvatelstvo internováno v blízkém táboře.
Noví kolonisté přišli z Černé Hory z okolí měst Cetinje a Bar. Na jejich počest byla obec přejmenována podle legendárního vrchu Černé Hory, Lovćenu dne 4. prosince 1946. V roce 1948 zde v souvislosti kolektivizací (nakonec neúspěšnou) vzniklo zemědělské družstvo Njegoš. V roce 1999 zde žilo 4049 obyvatel. V roce 2002 žilo v Lovćenaci 3 693 obyvatel, z nichž více než 50 % se hlásí k černohorské národnosti.
Místní fotbalový tým nese název černohorského krále, Petra II. Petroviće-Njegoše (FK Njegoš Lovćenac).